# Budapest Grand Prix 2023
Budapest Grand Prix 2023 (sau Marele Premiu al Ungariei) a fost un turneu de tenis feminin care s-a jucat pe terenuri cu zgură, în aer liber. A fost cea de-a 21-a ediție a evenimentului, un turneu WTA de nivel 250 pe Circuitul WTA 2023. Acesta a avut loc la Academia de tenis Római din Budapesta, Ungaria, în perioada 17-23 iulie 2023.

## Campioni

### Simplu
Pentru mai multe informații consultați Budapest Grand Prix 2023 – Simplu

### Dublu
Pentru mai multe informații consultați Budapest Grand Prix 2023 – Dublu

## Distribuția punctelor
| Probă  | C   | F   | SF  | QF | R16 | R32 | Q   | Q2  | Q1  |
| Simplu | 280 | 180 | 110 | 60 | 30  | 1   | 18  | 12  | 1   |
| Dublu  | 280 | 180 | 110 | 60 | 1   | N/A | N/A | N/A | N/A |